# 印尼寬額魨
印尼寬額魨為輻鰭魚綱魨形目四齒魨亞目四齒魨科的其中一種，分布於西太平洋新幾內亞及澳洲北部半鹹水域，體長可達19公分，棲息在河口區，生活習性不明。

## 扩展阅读
維基物種上的相關：印尼寬額魨